# Космос-1656
Космос-1656 је један од преко 2400 совјетских вјештачких сателита лансираних у оквиру програма Космос.
Космос-1656 је лансиран са космодрома Тјуратам, Бајконур, СССР, 30. маја 1985. Ракета-носач Протон-К је поставила сателит у орбиту око планете Земље. Маса сателита при лансирању је износила 6000 килограма. Космос-1656 је био сателит намијењен за електронско извиђање, јављање и навођење.